# Падихино
Падихино — деревня в Большедворском сельском поселении Бокситогорского района Ленинградской области.

## Название
Происходит от русского географического термина «падина» — котловина, лощина.

## История
ПАДИХИНО — деревня Горушинского общества, прихода села Званы. 

Крестьянских дворов — 12. Строений — 26, в том числе жилых — 14. 

Число жителей по семейным спискам 1879 г.: 36 м. п., 38 ж. п.; по приходским сведениям 1879 г.: 36 м. п., 38 ж. п.

В конце XIX века — начале XX века деревня административно относилась к Большедворской волости 3-го земского участка 1-го стана Тихвинского уезда Новгородской губернии.

ПАДИХИНО — деревня Горушинского общества, дворов — 13, жилых домов — 17, число жителей: 46 м. п., 37 ж. п.

Занятия жителей — земледелие, лесные заработки. Река Тихвинка. Часовня. (1910 год)

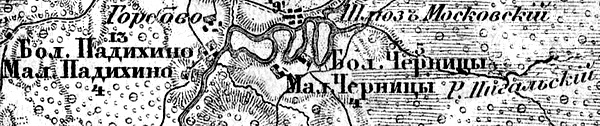
Деревня Падихино на карте 1913 года

Согласно карте Новгородской губернии 1913 года, деревня состояла из двух частей: Большое Падихино из 13 крестьянских дворов и Малое Падихино — из 4.
С 1917 по 1918 год деревня входила в состав Большедворской волости Тихвинского уезда Новгородской губернии.
С 1918 года, в составе Череповецкой губернии.
С 1924 года, в составе Пригородной волости.
С 1927 года, в составе Борковского сельсовета Тихвинского района.
В 1928 году население деревни составляло 100 человек.
По данным 1933 года деревня Падихино входила в состав Борковского сельсовета Тихвинского района.
С 1952 года, в составе Бокситогорского района.
С 1954 года, в составе Большедворского сельсовета.
С 1963 года, вновь в составе Тихвинского района.
С 1965 года, вновь в составе Бокситогорского района. В 1965 году население деревни составляло 59 человек.
По данным 1966, 1973 и 1990 годов деревня Падихино также входила в состав Большедворского сельсовета Бокситогорского района.
В 1997 году в деревне Падихино Большедворской волости проживали 12 человек, в 2002 году — 13 человек (русские — 92 %).
В 2007 году в деревне Падихино Большедворского СП проживали 9 человек, в 2010 году — 13.

## География
Находится в северо-западной части района на автодороге 41К-283 (подъезд к дер. Борки)
Расстояние до административного центра поселения — 13 км.
Расстояние до ближайшей железнодорожной станции Большой Двор — 10 км.
Деревня находится на правом берегу реки Тихвинка.

## Демография
| 1997 | 2002 | 2007 | 2010 | 2017 |
| ---- | ---- | ---- | ---- | ---- |
| 12   | ↗13  | ↘9   | ↗13  | ↗24  |